# サンタガット・デ・モン

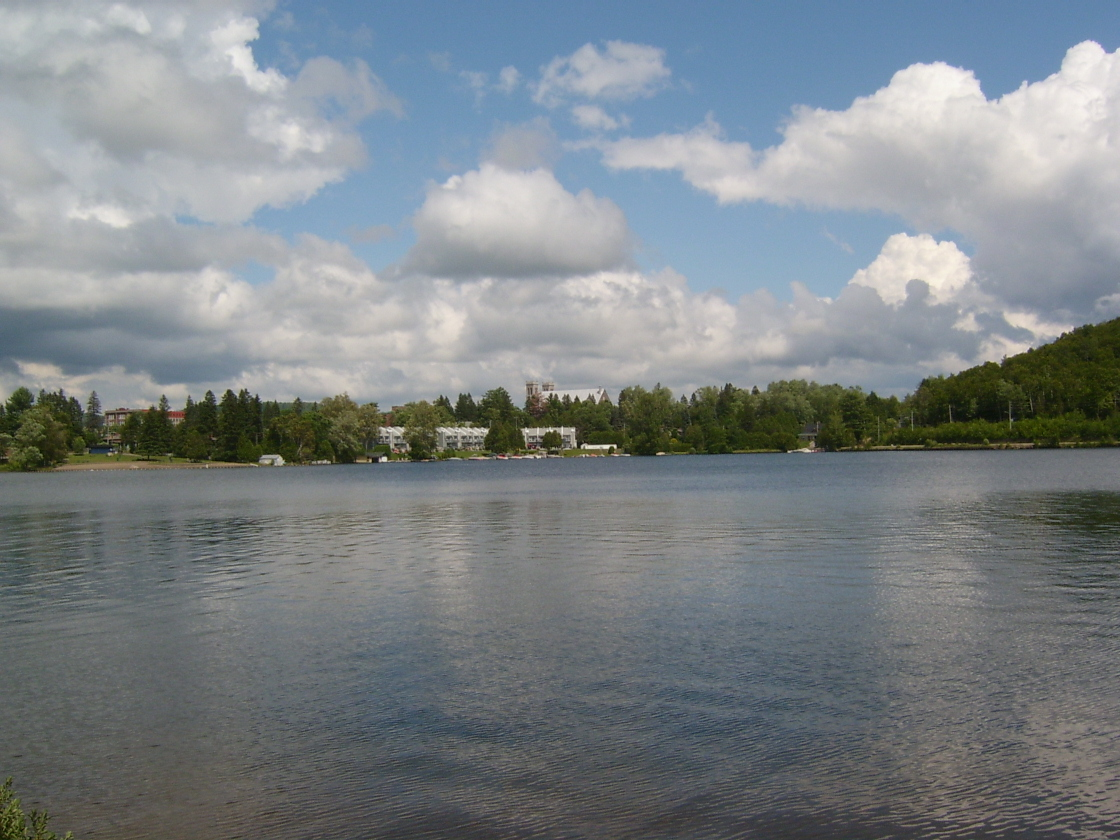
サーブル湖からの眺め

サンタガット・デ・モン（仏：Sainte-Agathe-des-Monts）は、カナダ・ケベック州のローレンシャン高原にある町。ローレンティッド地域ローレンティッド郡に属する。モン・トランブランとサンソヴェールの中間にあり、車でそれぞれ20分ほどのところにある。
町は、中心部にあるサーブル湖（Lac des Sables）の美しさで知られており、アウトドアのアクティビティが盛んな場所である。